# Phoenix rising (Steve Smith)
Phoenix Arising is een studioalbum van Steve Smith, een van de twee uit het duo Volt. Smith werkt in Volt samen met Michael Shipway en ze kennen elkaar al vanaf 1992 of eerder. Smith wilde het even over een andere boeg gooien en kwam in 2011 met een album samen met het koppel Tylas Cyndrome. Door toevoeging van gitaar en drums aan de elektronische muziek van Smith krijgt de muziek een meer rockachtig karakter en zorgt met name de drumpartij voor flinke stuwing achter de muziek. Shipway kwam in hetzelfde jaar met Voyage to Venus.

## Musici
- Steve Smith – synthesizers, elektronica
- Alan Ford – gitaar en baspedalen
- Les Sims – elektronisch en akoestisch slagwerk, hoesontwerp

## Muziek
| Nr. | Titel                              | Duur |
| --- | ---------------------------------- | ---- |
| 1.  | Spanish storm (Smith)              |      |
| 2.  | Somewhere out there (Smith)        |      |
| 3.  | Clockwork faeries (Smith)          |      |
| 4.  | Inner city (Smith)                 |      |
| 5.  | Instant recognition (Smith)        |      |
| 6.  | Anticipation long distance (Smith) |      |
| 7.  | Deep depression (Smith, Ford)      |      |
| 8.  | Phoenix Arising (Smith)            |      |